# Liste der Flüsse in Ruanda

Das Einzugsgebiet des Kagera (gelb) mit der Einzugsgebietsgrenze zwischen Kongo und Nil (orange) in Ruanda (oben) und Burundi (unten)

Dies ist eine Liste der Flüsse in Ruanda.
Diese Liste ist nach Einzugsgebiet geordnet, wobei die jeweiligen Nebenflüsse unter den Namen der größeren Flüsse in umgekehrter Mündungsreihenfolge eingerückt sind. Ruanda entwässert in zwei große Einzugsgebiete. Die Landesfläche teilt sich zu zwei Drittel in das Nil-Einzugsgebiet und zu einem Drittel in das Kongo-Einzugsgebiet auf.

## Kongo-Becken

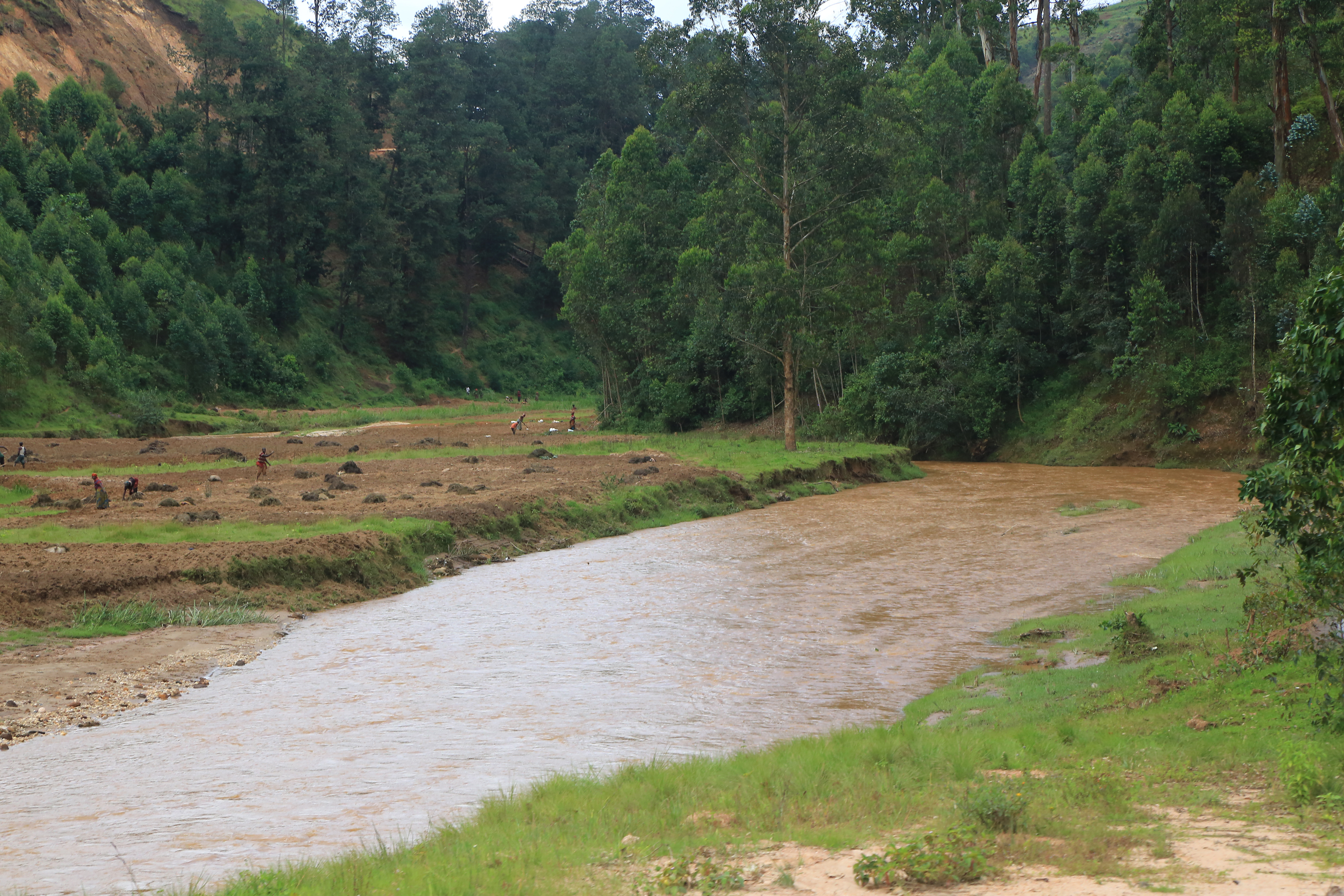
Der Ruhwa verläuft entlang der Grenze zwischen Burundi und Ruanda

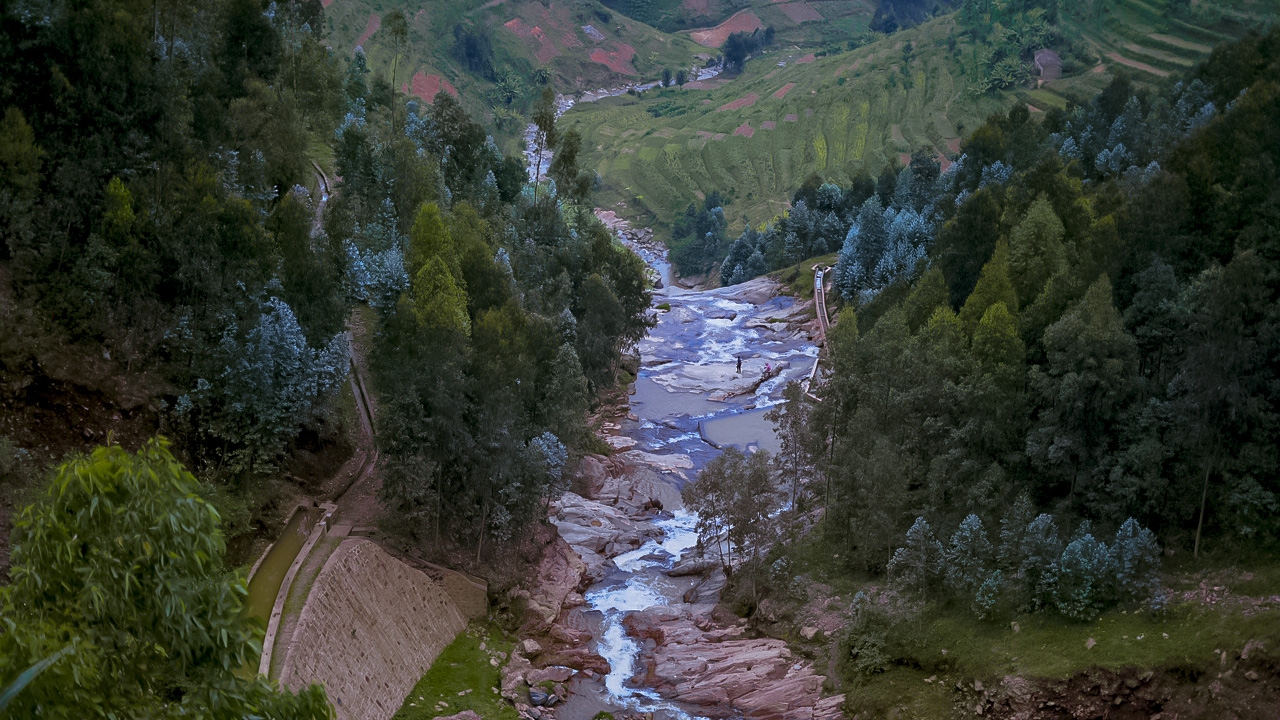
Der Ndaba direkt unterhalb des Wasserfalls am Ndaba-Felsen von der Nationalstraße 15 aus gesehen

Das westliche Drittel Ruandas wird hauptsächlich von einer Gebirgskette im Osten des westlichen ostafrikanischen Grabens eingenommen. Flüsse entwässern die Westseite dieses Gebirgszuges über den Ruzizi in das Kongo-Flussgebiet und münden schließlich in den Atlantischen Ozean. Die wichtigsten Flüsse in Ruanda, die das Einzugsgebiet des Kongo speisen, sind der Sebeya, Koko, Ruhwa, Rubyiro und Ruzizi.
- Kongo (Demokratische Republik Kongo)
  - Lualaba (Demokratische Republik Kongo)
    - Lukuga (Demokratische Republik Kongo)
      - Tanganjikasee
        - Ruzizi
          - Kaburantwa
          - Rubyiro
          - Ruhwa
            - Koko (Ruhwa)

          - Kiwusee[2]
            - Koko (Kiwusee)
            - Kalundura
            - Musogoro
              - Ndaba

            - Sebeya[3]
              - Pfunda
              - Karambo
                - Ntongoshori
                - Yungwe

              - Kagera
              - Bihongora
              - Gatare
              - Gakoko
              - Bikeneko
              - Bitenga

## Nilbecken

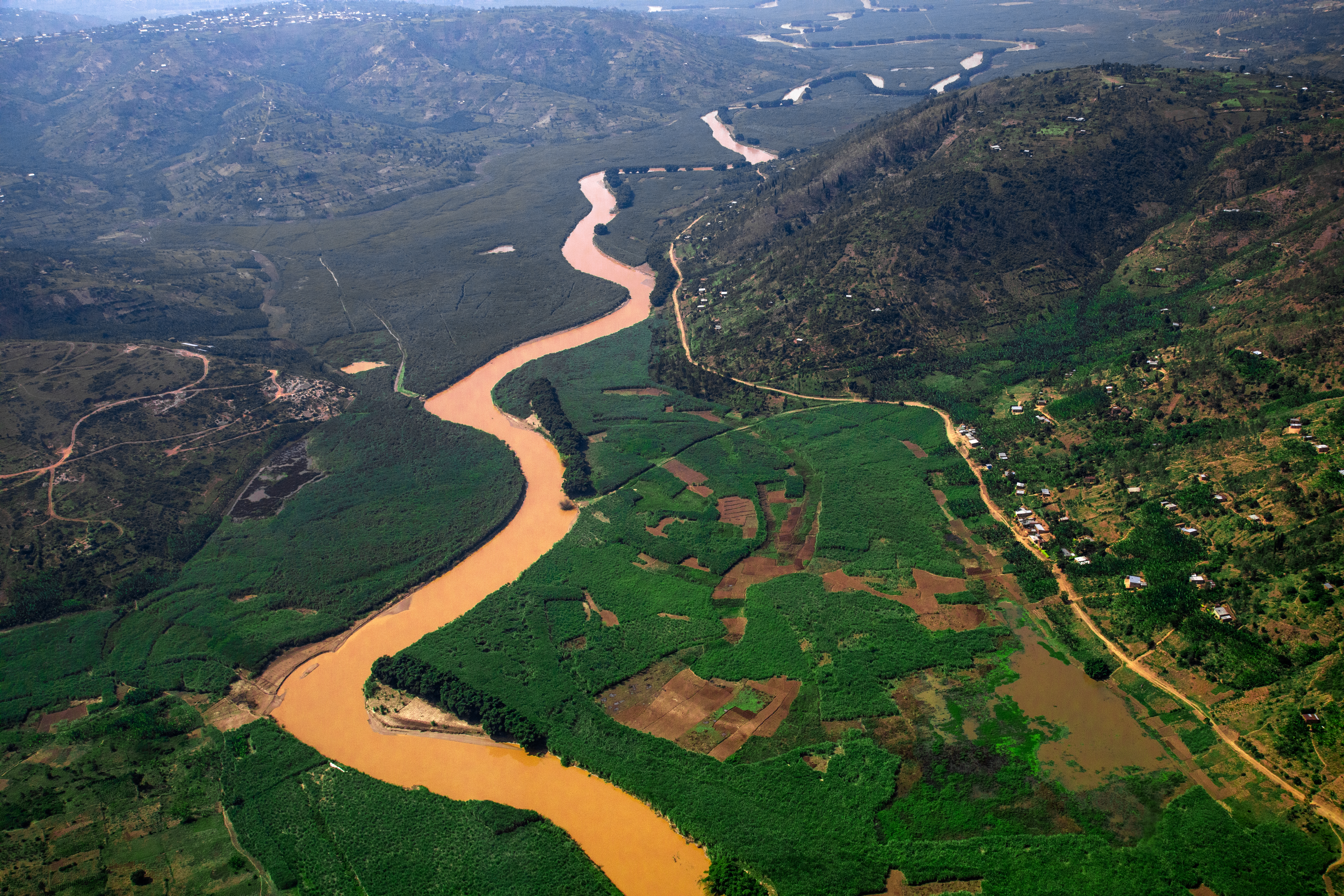
Eine Luftaufnahme des Nyabarongo

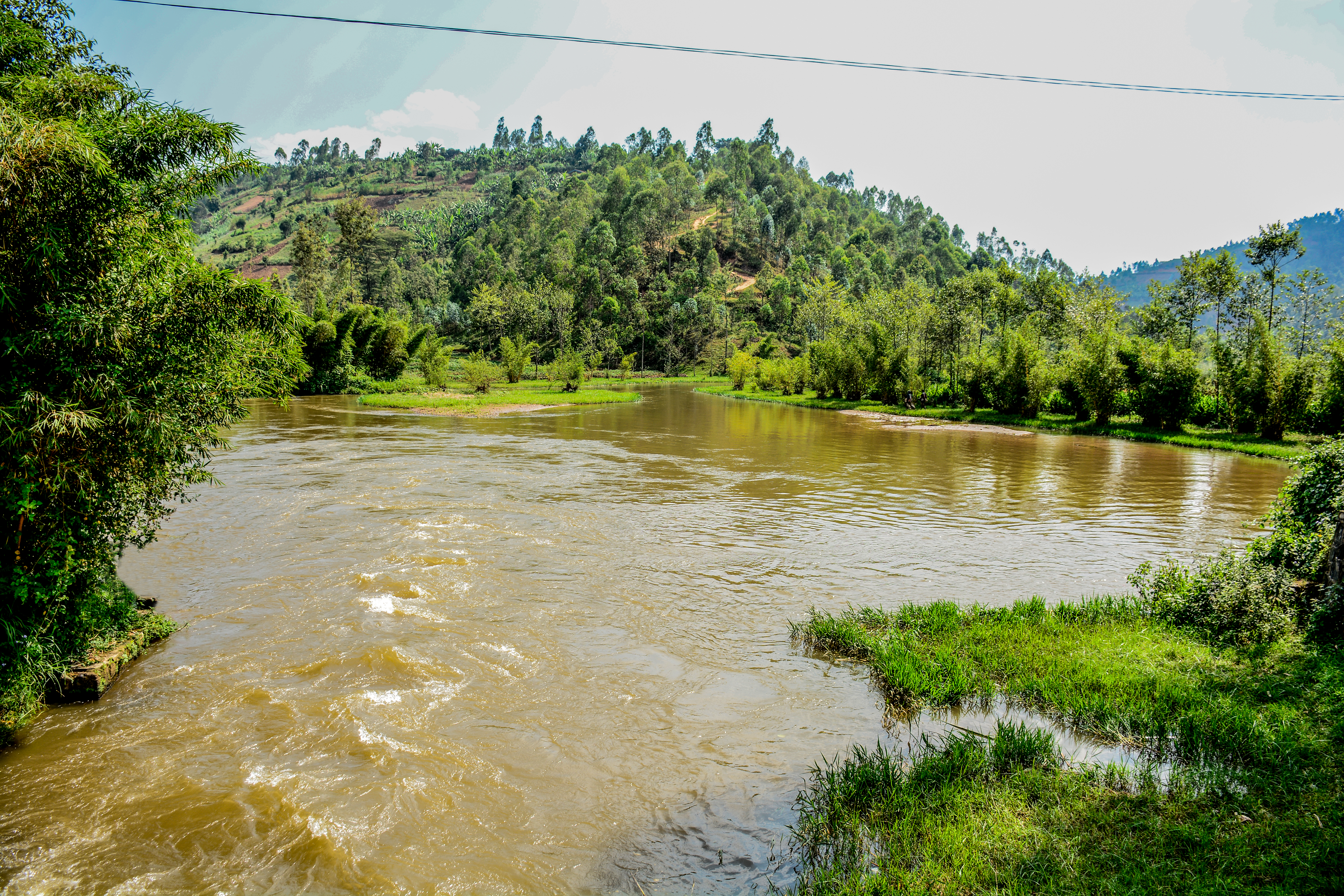
Mukungwa

84 % Ruandas liegt östlich der Kongo-Nil-Wasserscheide und entwässert in das Nilbecken. Der wichtigste Fluss ist der Kagera-Nil. Weitere Flüsse sind Mwogo, Rukarara, Mukungwa, Base, Nyabarongo und der Akanyaru.
Der Nyabarongo wird in den meisten Quellen Akagera (oder Kagera) genannt, nachdem er den Rugwero-See verlassen hat.
- Nil (nicht in Ruanda)
  - Victoriasee (nicht in Ruanda)
    - Kagera-Nil / Akagera
      - Muvumba (Kagitumba)
      - Nyabarongo
        - Mbirurume
        - Mwogo
          - Rukarara (Quellfluss des Nyabarongo)

        - Mukungwa
          - Rugezi (über die Burera- und Ruhondo-Seen)

        - Base
        - Akanyaru